# Éditions Octobre
 (septembre 2024).
Si vous disposez d'ouvrages ou d'articles de référence ou si vous connaissez des sites web de qualité traitant du thème abordé ici, merci de compléter l'article en donnant les références utiles à sa vérifiabilité et en les liant à la section « Notes et références ».
Éditions Octobre est une maison d'édition indépendante française créée en avril 2004 par les auteurs Audrey Françaix et Pierre Grimbert.

## Publications
Les Éditions Octobre publient des textes de fantasy francophone. Pierre Grimbert parodie World of Warcraft dans son roman Le Monde d'Edward Craft. On retrouve la parodie des MMORPG dans d'autres publications : NOOB : Saison 1.5 : la Pierre des Âges, roman issu de la série télévisée Noob, et la suite romanesque de la saga MP3 Le Donjon de Naheulbeuk.